# 阿里 (卡尔瓦多斯省)
阿里（法語：Arry，法語發音：[aʁi]）是法国卡尔瓦多斯省的一个旧市镇，属于卡昂区。1832年，阿里并入市镇勒洛舍尔。2017年，勒洛舍尔与临近的2个市镇合并为新市镇瓦勒达里（Val d'Arry，意为“阿里之谷”）并改属维尔区，阿里以此种方式重新出现在市镇名中。

## 地理
阿里（49°8'N, 0°33'W）位于法国诺曼底大区卡爾瓦多斯省，该省份为法国西北部沿海省份，北濒大西洋英吉利海峡，东北与滨海塞纳省以海上边界相接，东临厄尔省，南至奧恩省，西与芒什省接壤。
阿里的时区为UTC+01:00、UTC+02:00（夏令时）。

## 行政
阿里的邮政编码为14210。